# 파비아노 카루아나
파비아노 루이지 카루아나(Fabiano Luigi Caruana, 1992년 7월 30일 ~ )는 이탈리아계 미국인 체스 선수이다. 14세 11개월 20일의 나이에 그랜드 마스터가 되었다.